# Artikel 3 van het Europees Verdrag voor de Rechten van de Mens
Artikel 3 van het Europees Verdrag voor de Rechten van de Mens verbiedt foltering, onmenselijke of vernederende behandeling en onmenselijke of vernederende bestraffing.

## Tekst
Artikel 3 – Verbod van foltering
Niemand mag worden onderworpen aan folteringen of aan
onmenselijke of vernederende behandelingen of bestraffingen.

## Toepasbaarheid
Het artikel heeft rechtsgelding in alle staten die het verdrag hebben ondertekend, te weten de lidstaten van de Raad van Europa, daaronder België en Nederland. Artikel 3 is een absoluut recht, er zijn geen uitzonderingen of nadere kwalificaties toegestaan. Dat brengt mee dat noch het algemeen belang, noch de rechten van anderen noch de handelingen van het slachtoffer een rechtvaardiging kunnen vormen. Het kent ook geen uitzonderingen in de meest moeilijke omstandigheden zoals in de strijd tegen terrorisme en georganiseerde misdaad of wanneer met verkregen informatie levens van burgers zouden kunnen worden gered.

## Verhouding tot VN-antifolterverdrag
Het Europees Hof voor de Rechten van de Mens (EHRM) onderschrijft deels de definitie van foltering in artikel 1 van het VN-antifolterverdrag.

## Jurisprudentie
Het EHRM beoordeelde een behandeling als onmenselijk omdat het met voorbedachten rade was, uren duurde en lichamelijk letsel of intens fysiek en mentaal lijden veroorzaakte.

Het EHRM beoordeelde de volgende 5 technieken als onmenselijk en vernederend in de zaak van Ierland tegen het Verenigd Koninkrijk: tegen een muur staan, hoofdkap dragen, blootstelling aan lawaai, slaapdeprivatie en onthouding van eten en drinken.

Volgens het het arrest Šečić v. Croatia moeten staten maatregelen nemen om mishandelingen te voorkomen, ook als die gepleegd worden door privépersonen. Staten moeten dergelijke mishandelingen onderzoeken.